# Gouverneurswahl in Kalifornien 2018
Die Gouverneurswahl in Kalifornien 2018 fanden am 6. November 2018 statt. Dabei wurde der Gouverneur von Kalifornien gewählt. Der amtierende demokratische Gouverneur Jerry Brown konnte aufgrund der in der kalifornischen Verfassung festgelegten Amtszeitbeschränkungen nicht zur Wiederwahl für eine dritte (und fünfte nicht aufeinanderfolgende) Amtszeit antreten.
Das Rennen fand zwischen dem amtierenden demokratischen Vizegouverneur Gavin Newsom und dem Geschäftsmann John H. Cox, einem Republikaner, statt, der sich für die Stichwahl qualifizierte, nachdem er bei den Vorwahlen am 5. Juni 2018 den zweiten Platz belegt hatte. Newsom konnte mit 62 % der Stimmen einen erdrutschartigen Sieg erringen. Dies war der größte Sieg in einer Gouverneurswahl in Kalifornien seit Earl Warren 1950 wiedergewählt wurde und der größte Sieg für einen Nicht-Amtsinhaber seit 1930.

## Ergebnis
Am 5. Juni 2018 fand eine Vorwahl statt. Nach dem überparteilichen kalifornischen Vorwahlgesetz erschienen alle Kandidaten auf demselben Stimmzettel, unabhängig von ihrer Parteizugehörigkeit. Die Wähler können für jeden Kandidaten stimmen, unabhängig von dessen Parteizugehörigkeit. Die beiden bestplatzierten Kandidaten – unabhängig von ihrer Parteizugehörigkeit – qualifizierten sich für die Stichwahlen im November.
Gavin Newsom besiegte John Cox bei der Stichwahl zum Gouverneur von Kalifornien am 6. November 2018.
| Kandidaten                                                                      | Kandidaten              | Parteien                | 1. Wahlgang | 1. Wahlgang | 2. Wahlgang | 2. Wahlgang |
| Kandidaten                                                                      | Kandidaten              | Parteien                | Stimmen     | %           | Stimmen     | %           |
| ------------------------------------------------------------------------------- | ----------------------- | ----------------------- | ----------- | ----------- | ----------- | ----------- |
|                                                                                 | Gavin Newsom            | Demokratische Partei    | 2.343.792   | 33,7        | 7.721.410   | 61,9        |
|                                                                                 | John H. Cox             | Republikanische Partei  | 1.766.488   | 25,4        | 4.742.825   | 38,1        |
|                                                                                 | Antonio Villaraigosa    | Demokratische Partei    | 926.394     | 13,3        |             |             |
|                                                                                 | Travis Allen            | Republikanische Partei  | 658.798     | 9,5         |             |             |
|                                                                                 | John Chiang             | Demokratische Partei    | 655.920     | 9,4         |             |             |
|                                                                                 | Delaine Eastin          | Demokratische Partei    | 234.869     | 3,4         |             |             |
|                                                                                 | Amanda Renteria         | Demokratische Partei    | 93.446      | 1,3         |             |             |
|                                                                                 | Robert Newman           | Republikanische Partei  | 44.674      | 0,6         |             |             |
|                                                                                 | Michael Shellenberger   | Demokratische Partei    | 31.692      | 0,5         |             |             |
|                                                                                 | Peter Yuan Liu          | Republikanische Partei  | 27.336      | 0,4         |             |             |
|                                                                                 | Yvonne Girard           | Republikanische Partei  | 21.840      | 0,3         |             |             |
|                                                                                 | Gloria La Riva          | Peace and Freedom Party | 19.075      | 0,3         |             |             |
|                                                                                 | Juan Bribiesca          | Demokratische Partei    | 17.586      | 0,3         |             |             |
|                                                                                 | Josh Jones              | Green Party             | 16.131      | 0,2         |             |             |
|                                                                                 | Zoltan Gyurko Istvan    | Libertarian Party       | 14.462      | 0,2         |             |             |
|                                                                                 | Albert Caesar Mezzetti  | Demokratische Partei    | 12.026      | 0,2         |             |             |
|                                                                                 | Nickolas Wildstar       | Libertarian Party       | 11.566      | 0,2         |             |             |
|                                                                                 | Robert Davidson Griffis | Demokratische Partei    | 11.103      | 0,2         |             |             |
|                                                                                 | Akinyemi Agbede         | Demokratische Partei    | 9.380       | 0,1         |             |             |
|                                                                                 | Thomas Jefferson Cares  | Demokratische Partei    | 8.937       | 0,1         |             |             |
|                                                                                 | Christopher Carlson     | Green Party             | 7.302       | 0,1         |             |             |
|                                                                                 | Klement Tinaj           | Demokratische Partei    | 5.368       | 0,1         |             |             |
|                                                                                 | Hakan Mikado            | unabhängig              | 5.346       | 0,1         |             |             |
|                                                                                 | Johnny Wattenburg       | unabhängig              | 4.973       | 0,1         |             |             |
|                                                                                 | Desmond Silveira        | unabhängig              | 4.633       | 0,1         |             |             |
|                                                                                 | Shubham Goel            | unabhängig              | 4.020       | 0,1         |             |             |
|                                                                                 | Jeffrey Edward Taylor   | unabhängig              | 3.973       | 0,1         |             |             |
| Gesamt                                                                          | Gesamt                  | Gesamt                  | 6.961.130   | 100         | 12.464.235  | 100         |
|                                                                                 |                         |                         |             |             |             |             |
| Ungültige Stimmen                                                               | Ungültige Stimmen       | Ungültige Stimmen       | 180.857     | 2,5         | 248.307     | 2,0         |
| Wähler                                                                          | Wähler                  | Wähler                  | 7.141.987   | 37,5        | 12.712.542  | 64,5        |
| Wahlberechtigte                                                                 | Wahlberechtigte         | Wahlberechtigte         | 19.023.417  |             | 19.696.371  |             |
|                                                                                 |                         |                         |             |             |             |             |
| Quellen: Office of the Secretary of State, Statement of vote, Primary – General |                         |                         |             |             |             |             |